# Unterkühlung (Thermodynamik)
Unterkühlung bezeichnet in der Thermodynamik einen metastabilen Zustand, wenn ein Phasenübergang (trotz Unterschreiten der Umwandlungstemperatur) nicht stattfindet, bspw. da er aufgrund fehlender wachstumsfähiger Keime gehemmt ist. 
Siehe auch: Amorphes Material, Glasübergang
Es gibt verschiedene Arten der Unterkühlung:
- die Gefrierverzögerung (Kristallisationsverzug), (Unterkühlte Flüssigkeiten)
- die Kondensationsverzögerung (unterkühltes bzw. übersättigtes Gas)
- verzögerte Fest-Fest-Phasenumwandlung (Resublimation)

Manchmal wird auch eine Übersättigung, die durch Abkühlen entsteht, mit zur Unterkühlung gezählt. Wird der Stoff dagegen über die Temperatur des Phasenübergangs hinaus erwärmt, ohne zu sieden, wird das analog zur Unterkühlung als überhitzte Flüssigkeit bezeichnet. Jedoch ist diese Definition aus physikalischer Sicht etwas irreführend, da sich ein Siedeverzug auch bei schon vorhandener Gasphase einstellen kann, und ein Phasenübergang kann auch beim Überschreiten der Siedetemperatur weiterhin stattfinden.

## Gefrierverzögerung
Bei der Gefrierverzögerung wird Flüssigkeit bis unter den Gefrierpunkt abgekühlt, ohne dass diese erstarrt. Allgemein ist dieser Effekt auch als unterkühlte Schmelze bekannt. Eine unterkühlte Flüssigkeit oder Schmelze hat somit bei gegebenem Druck eine niedrigere Temperatur, als ihrem Aggregatzustand entspricht. Das Impfen mit kleinsten Keimen, evtl. auch Impulsübertragung in Form von Erschütterung, kann jedoch unter Freisetzung der Schmelzenthalpie zu spontaner Kristallisation führen. Daher spricht man bei der Unterkühlung von einem metastabilen Zustand des Stoffes. Dieser Bereich wird auch Ostwald-Miers-Bereich genannt.
Ein (meist sehr reiner) Stoff, der den Zustand der unterkühlten Schmelze zulässt, und nicht allzu sensibel auf Erschütterungen etc. reagiert, ermöglicht Energiespeicherung in Form von Wärme (Latentwärmespeicher). Dieser Effekt wird unter anderem bei Handwärmern genutzt.

## Ursache
Unterkühlung tritt bei Phasenübergängen erster Ordnung (diskontinuierlichen Phasenübergängen) auf, in denen zwei Phasen koexistieren. Für den Übergang ist zunächst die Bildung einer Grenzfläche zwischen den Phasen nötig, wofür eine Energieschwelle überwunden werden muss, die den Übergang kinetisch hemmt. Trotz intensiver Forschung in den letzten Jahrzehnten ist jedoch die Ursache dieser Phänomene beim sogenannten Glasübergang noch immer nicht vollständig verstanden.
Zur Änderung des Aggregatzustands ist ein Kristallisationskeim notwendig. Beispielsweise wachsen Eiskristalle nur auf vorhandenen Eiskristallen und bestimmten anderen Fremdsubstanzen. Sind diese Kristallisationskeime nicht vorhanden, so kann eine Kristallisation und damit die Aggregatzustandsänderung nicht mit dem Erreichen der Umwandlungstemperatur eintreten. Um dennoch eine Keimbildung (also Eiskristalle) zu erhalten, muss die Flüssigkeit zunächst unterkühlt werden.

## Historisches
Als Entdecker der Unterkühlung gilt Israel Conradi (1634–1715), ein Doktor der Medizin und bekannter Naturforscher in Danzig. Er berichtete 1677 über eine große Anzahl von Kälteexperimenten, bei denen er auch die Unterkühlung entdeckte.
Daniel Gabriel Fahrenheit beschrieb 1724, dass er ausgekochtes Wasser in ruhig stehenden Gefäßen etwa vier Grad unter den Gefrierpunkt abkühlen konnte, ohne dass es erstarrte. Bei Erschütterungen trat aber plötzliches teilweises Erstarren ein, wobei sich das Wasser mit Eisnadeln durchsetzte.
Charles Blagden beschrieb 1788 seine Untersuchungen über die Gefrierverzögerung von Wasser und stellte dabei fest, dass reineres Wasser zu stärkerer Unterkühlung neigt.
Joseph Louis Gay-Lussac kühlte Wasser, das mit einer Ölschicht bedeckt war, ohne Gefrieren auf −12 °C.